# Parasphena meruensis
Parasphena meruensis är en insektsart som beskrevs av Sjöstedt 1909. Parasphena meruensis ingår i släktet Parasphena och familjen Pyrgomorphidae.

## Underarter
Arten delas in i följande underarter:
- P. m. meruensis
- P. m. zeuneri